# Severino Sombra
Severino Sombra de Albuquerque (Maranguape, Ceará, 8 de junho de 1907 — Vassouras, RJ, 12 de março de 2000), foi um católico e militar, ex-líder integralista, sociólogo, escritor, educador e político brasileiro. Após participar da Revolução Constitucionalista de 1932 e cofundar, ao lado de Plínio Salgado, a Ação Integralista Brasileira, se destacou nas Forças Armadas como fundador da atual Biblioteca do Exército, do Serviço Secreto do Exército e do Instituto de Geografia e História Militar do Brasil. Mais tarde, teve papel proeminente no apoio à subida de Humberto Castelo Branco à Presidência da República. Além de exercer um curto mandato como deputado federal pelo Ceará, estabeleceu, pouco antes de falecer, a Universidade Severino Sombra, em Vassouras, no Rio de Janeiro.
Severino Sombra era membro da Sociedade Numismática Brasileira, do Instituto de Geografia e História Militar do Brasil, da Comissão Diretora da Biblioteca Militar e sócio correspondente do Instituto do Ceará.

## Genealogia
Era filho de Vicente Liberalino de Albuquerque e Francisca Sombra de Albuquerque. Seu avô, o coronel José de Sousa Sombra, foi chefe político cearense no Império e na República. Seu tio Luís Sombra seguiu a carreira militar, tendo atingido o generalato.

## Biografia

### Inicio da carreira militar
Aos 15 anos mudou-se do Ceará para o Rio de Janeiro, então Distrito Federal, com o objetivo de preparar-se para a carreira militar. Em março de 1923 entrou na Escola Militar do Realengo; sendo declarado aspirante-a-oficial em janeiro de 1929, Severino Sombra retornou ao Ceará, onde passou a servir. Promovido a segundo-tenente, foi transferido em 1930 para o 8º Regimento de Infantaria (8º RI), sediado em Passo Fundo, no estado do Rio Grande do Sul.
Durante sua permanência na escola militar, foi eleito membro da Academia Mariana de Letras, no Rio de Janeiro, e presidente da Conferência de São Mauricio, na Escola Militar.
Recusou-se a participar da Revolução de 1930 devido às suas ideias antiliberais, sendo preso em um navio no rio Guaíba, em Porto Alegre. Libertado logo após a vitória da revolução, retornou ao Ceará, sendo recepcionado por milicianos da Ação Imperial Patrianovista Brasileira, onde junto com líderes operários criou um movimento corporativista: a Legião Cearense do Trabalho. Recebeu então o apoio da Juventude Operária Católica (JOC), organizada pelo padre Hélder Câmara. Este movimento acabou por fornecer a base da Ação Integralista Brasileira.

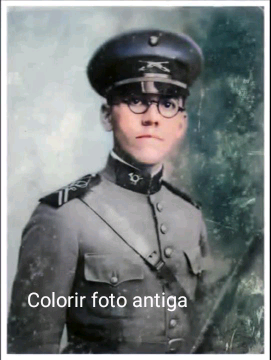
O Tenente Severino Sombra

### Integralismo
Tornou-se membro do Clube 3 de Outubro, organização tenentista favorável à manutenção e ao aprofundamento das reformas instituídas pela Revolução de 1930. Viajou a São Paulo a fim de estabelecer contato político com Plínio Salgado. Severino Sombra aderiu à Revolução Constitucionalista, ocorrida em São Paulo no dia 9 de julho de 1932 e retornou ao Ceará, com o objetivo de sublevar a Legião Cearense do Trabalho. Foi preso ao desembarcar em Fortaleza e exilado para Portugal após a derrota dos paulistas em outubro de 1932. Em seu exílio, em Portugal, entrou em conheceu a Universidade de Coimbra, passando a ter o desejo de instalar no Brasil a uma universidade nos moldes da histórica instituição de ensino portuguesa. Retornou ao Brasil em 1933, sendo beneficiado pela anistia decretada pelo presidente Getúlio Vargas em janeiro de 1934, reintegrando-se ao Exército. Rompeu com o Integralismo no congresso nacional integralista, realizado na cidade de Vitória, capital do estado do Espírito Santo, quando propôs que a direção do movimento fosse entregue a um triunvirato, composto por Plínio Salgado, Gustavo Barroso e Olbiano Barroso de Melo, e reivindicando sua indicação para o cargo de secretário-geral; sua proposta não foi aceita, passou a ter divergências públicas com Plínio Salgado e, por discordâncias ideológicas, se afastou do Integralismo.

### Atividades militares
Em 1936 fundou o Instituto de Geografia e História Militar do Brasil, do qual tornou-se secretário. Em 1937, após aprovação do ministro da Guerra, general Eurico Gaspar Dutra, sua proposta de recriar a Biblioteca do Exército (extinta em 1925) foi levada à prática, sendo Sombra escolhido para ocupar o cargo de primeiro-secretário da entidade. No ano de 1941, organizou e chefiou o Serviço Secreto do Exército na 3ª Região Militar, tendo em vista o perigo da penetração do nazismo devido à grande presença de imigrantes alemães e imigrantes italianos no estado do Rio Grande do Sul.

### Atividades politicas
Reformado no posto de General, em 1957, dedica-se à política. Elegeu-se, pelo PSD, Deputado Federal pelo Ceará e promoveu a criação do Escritório Técnico das Bancadas do Nordeste e Norte. Durante a conspiração civil-militar que depôs o presidente João Goulart e resultou no Golpe de Estado no Brasil em 1964 e consequentemente na Ditadura Militar, Severino Sombra participou ativamente dos entendimentos partidários para o apoio à candidatura do general Humberto de Alencar Castelo Branco à presidência da República, afinal escolhido pelo Congresso, já expurgado de oposição política ao Golpe, em 10 de abril seguinte.

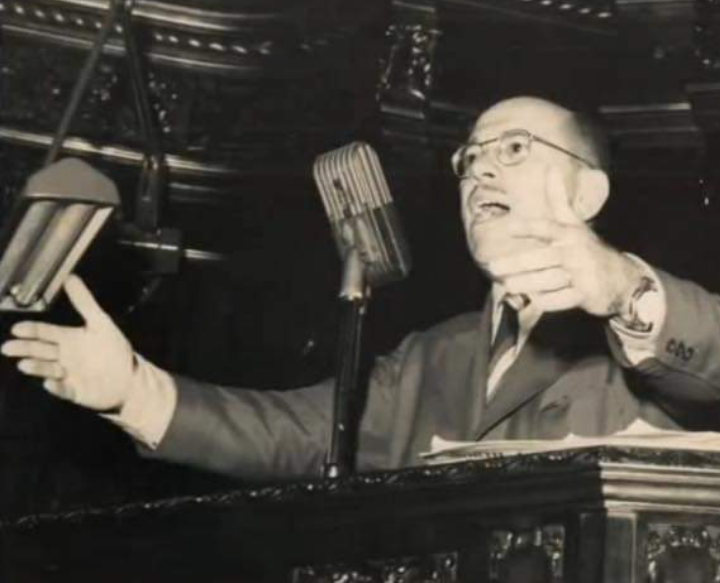
Severino Sombra fazendo um discurso

### As atividades educacionais
Em 1965, afastou-se da vida político-partidária, dedicando-se às atividades educacionais. Fundou a Sociedade Teilhard de Chardin (1956) e implantou em Vassouras a Sociedade Universitária John F. Kennedy e a Fundação Universitária Sul-Fluminense, por ele estruturada e cuja primeira Faculdade, a de Medicina, foi autorizada a funcionar em 1956. Em 1971, aprovado pelo Conselho Federal de Educação, tornou-se professor titular de introdução às ciências sociais e de antropologia cultural. Em 1992, foi aprovada pelo Conselho Federal de Educação a criação das Faculdades Integradas Severino Sombra (FISS), primeira etapa para o reconhecimento desta instituição de ensino como universidade, o que finalmente aconteceu em julho de 1997. Por conseguinte, nessa mesma ocasião, Sombra deixou de ser diretor-geral das Faculdades Integradas Severino Sombra para tornar-se reitor da Universidade Severino Sombra (USS).
Publicou numerosos estudos em jornais e elevado número de livros da maior importância: "O ideal legionário" (1931), "História monetária do Brasil colonial" (1938), "A fundação da sociologia" (1940), "Formação da sociologia" (1941), "Diretrizes da nova política do Brasil" (1942), "Técnica de planejamento" (1948), "Evolução e métodos do serviço social" (1949), "Forças armadas e direção política" e "Campanha em defesa do nordeste" (1953). Escreveu ainda memórias, teses, ensaios e trabalhos publicados em opúsculos, revistas e seções especializadas de jornais.